# Noramarg
Noramarg – wieś w Armenii, w prowincji Ararat. W 2011 roku liczyła 2069 mieszkańców.